# Изток Ситар
Изток Ситар, (Љубљана, 27. новембар 1962) словеначки  је илустратор, стрип цртач и карикатуриста.

## Биографија
Рођен је 1962. године у Љубљани, гдје је завршио дизајнерску школу. Свој први (помало аутобиографски) стрип "Ко је убио цртача стрипова" објавио је 1984. године у књижевном часопису "Ментор". Од тада под својим именом или псеудонимом "Нинел" објављује стрипове и карикатуре у већини словеначких новина и часописа. Године 1990. објављен је његов први стрип албум "Сперма и крв", који својим херметичким садржајем, састављеним из цитата Хегела, Лакана и маркиза де Сада, те превасходно оригиналним цртежом у стилу дрвореза, није изашао из жанра андерграунда. Године 1992. Ситар се одлучује за професионалан и комерцијалан приступ те у "Дневнику" десет година објављује хумористички новински стрип "Бучманови", који је изашао у четири албума. Карактеристичан је његов албум "Главе" у ком у педесет кратких прича, које се надовезују једна на другу, „сецира“ цјелокупно словеначко друштво.
За фиктивну биографску причу "Дневник Ане Танк" добио је 2008. године награду "Златна крушка", која се у Словенији додељује у области најквалитетнијег омладинског штива, а 2013. године награду за најбоље стрип странице 2012/2013. на 11. Међународном Салону стрипа у Београду. Учествовао је, 2012. године на Међународном фестивалу илустрације књиге у Новом Саду и добио награду за најбољу илустрацију прозног дела (Дорота Масловска - Бело-црвено:Пољско-руски рат под бело-црвеном заставом, Модријан, 2011). Поред стрипова бави се и карикатуром и илустрацијом. Објавио је више од 15 стрип албума и илустровао више од 100 књига и уџбеника. Написао је и четири књиге из теорије и историје стрипа. Редовно пише рецензије и критике за словеначки књижевни мјесечник "Литература" те теоријске текстове у различитим ревијама у Словенији, на подручју бивше СФР Југославије и у свијету.
Живи и ствара у Пољанама над Шкофјом Локом.
Поводом осамдесетогодишњице првог словеначког стрипа 2007. године објавио је књигу "Историја словеначког стрипа 1927-2007".

## Стрипографија
- Ко је убио цртача стрипова (часопис Ментор, 1984)
- Сперма и крв (самоиздање, 1990)
- Бучманови (серијал) (Дневник, 1992-2002)
- Јака Покора (серијал) (Горењски Глас, 1993-)
- Дакле, ово је љубав (Бучманови) (самоиздање, 1996)
- Закони љубави (Бучманови 2) (самоиздање, 1997)
- Чар Фиешке обале (Бучманови 3) (самоиздање, 1998)
- Жена која води љубав са мачком (самоиздање, 1998)
- Вечера код Агате (Бучманови 4) (самоиздање, 1999)
- Црнци, беле кости: медитативне приче (самоиздање, 1999)
- Матилда (самоиздање, 1999)
- 4000 : политичка мелодрама (самоиздање, 2001)
- Прича о Богу: неауторизована биографија (самоиздање, 2004)
- Главе (самоиздаваштво, 2006)
- Стрип Бумеранг 2, кратка прича: О наркоману коме нису вадили зубе (Рисар, 2007)
- Стрип Бумеранг 6, приповетка: Тиса (Уметник, 2007)
- Тамна страна дуге: стрип о одрастању (ЗЗВ, 2007) са Изтоком Ловрићем
- Дневник Ане Танк: љубавна прича са укусом хероина (УМцо, 2008)
- Девета соба, стрип Смешна љубав у антологији стрипа на основу поезије и прозе Винка Модерндорфера (Форум, 2008)
- Словеначки класици, сценарио или цртеж за осам различитих прича (Форум, Младина, 2009, 2011, 2016)
- Стрип: пословице и реке у сликама (Модријан, 2010) (сликовница)
- Дневник Ане Танк (Омнибус, Београд, 2012) (на српском)
- Стрип Бумеранг 65, кратка прича: Јесења соната (Уметник, 2013)
- Странци воле другачије: љубавне приче из Пољанске долине (УМцо, 2014, Збирка Дос Песо)
- Дневник Ане Танк (Скромност стрип, Београд 2015) (на енглеском, е-књига)
- Дневник Ане Танк (Скромност стрип, Београд 2015) (е-књига)
- Босона #2, прича: Цвијеће у јесен (са албума Странци воле другачије) (Више од стрипа, Сарајево, 2015)
- Босона #3, прича: Тршћанка (са албума Странци воле другачије) (Више од стрипа, Сарајево, 2016)
- Стрип часопис Вечерњи лист #34, прича: Малвазија и басин, само сценарио, цртеж: Бернард Колле (Стрипфорум и Вечерњи лист, 2016) (Малвазија и басин, на хрватском)
- Стрип часопис Вечерњи лист #37, прича: Жена која је вољела чистоћу, само сценарио, цртеж: Бернард Колле (Стрипфорум и Вечерњи лист, 2016) (Жена која је вољела ред, на хрватском)
- Босона #4, прича: Дневник (са албума Странци воле другачије) (Више од стрипа, Сарајево, 2016)
- Босона #5, прича: Парада (са албума Чудаки љубијо дифференте) (Више од стрипа, Сарајево, 2017)
- Малвазија и бранцин, само сценарио, цртеж: Бернард Коле (серијализовано) (Младина, 2017)
- Стрип Бумеранг 72/73, кратка прича: Човек који је оштрио ножеве (Уметник, 2017)
- Босона #6, кратка прича: Човек који је оштрио ножеве (Више од стрипа, Сарајево, 2017)
- Пеге и пријатељи, (Стрипарна Облачек, 2017) (серија веб стрипова)
- Босона #8, кратка прича: Сведок пића и љубави (Више од стрипа, Сарајево, 2019)
- Босона #9, кратка прича: О наркоманки којој нису вадили зубе (Више од стрипа, Сарајево, 2019)
- Партизан, сценарио: Дарко Николовски (ЛАРСО, Матеа Николовски сп, 2019)
- Босона #10, Партизан (Више од стрипа, Сарајево, 2021)